# Internationella bilsportfärger
De internationella bilsportfärger, eng. racing colours,  som användes från 1920-talet till slutet av 1960-talet indikerade stallets hemland. Detta var innan färgerna kom att bli individuella för varje stall och huvudsakligen bestämmas av sponsorerna. Bilar som tävlade i formel 1, sportvagnsracing, standardbilsracing och andra internationella bilsporttävlingar var normalt målade i dessa färger. Färgerna motsvarade ibland, men inte alltid, de politiska nationalfärgerna. En färg eller ett särskilt färgschema användes för bilens kaross och för bilarnas tävlingsnummer.
Även om racingfärgerna formellt har avskaffats av FIA så används de fortfarande informellt, särskilt av biltillverkare och racingstall som vill bevara traditionerna. Ofta respekteras detta också i sponsoravtal. Många konceptbilar följer färgschemat och många amatörförare föredrar dem också.
På tyska bilar från 1930-talet till 1960-talet avstod man ofta från att måla på den traditionella vita färgen och lät i stället den bara metallen vara bilens färg, ursprungligen helt enkelt för att bilen skulle vara lättare. Den silvergrå metallfärgen accepterades också som en färg för Tyskland vilket gav upphov till smeknamnet silverpilar för dessa bilar. När aluminium ersattes av kompositmaterial på 1960-talet, återgick några tyska stall till den vita färgen, medan andra fortsatte att använda silver.

## De vanligaste ländernas färger
| Bet. | Land           | Kaross                                                        | Nummer | Tillverkare                                                      |
| ---- | -------------- | ------------------------------------------------------------- | ------ | ---------------------------------------------------------------- |
| D    | Tyskland       | Vit                                                           | Röd    | BMW, Mercedes-Benz, Porsche                                      |
| D    | Tyskland       | Bar metall (silverpilar)                                      | Röd    | Audi, Auto Union, Borgward, EMW, Mercedes-Benz, Porsche, Veritas |
| F    | Frankrike      | Ljusblå                                                       | Vit    | Bugatti, Matra, Renault, Talbot                                  |
| GB   | Storbritannien | Grön (British racing green)                                   | Vit    | Brabham, BRM, Cooper, Jaguar, Lotus, Vanwall                     |
| I    | Italien        | Röd (Rosso corsa)                                             | Vit    | Abarth, Alfa Romeo, Ferrari, Lancia, Maserati                    |
| J    | Japan          | Vit med röd "sol"                                             | Svart  | Honda, Nissan, Toyota                                            |
| USA  | USA            | Vit, två blå längsgående ränder på ovansidan, blått underrede | Blå    | Cunningham, Ford, NART, Shelby                                   |
| USA  | USA            | Blå, två vita längsgående ränder på ovansidan, vitt underrede | Blå    | Eagle, Ford, Scarab, Shelby                                      |

## Lista över samtliga länders färger
| Bet. | Land            | Kaross                                                                             | Motorhuv                                                                           | Övriga färger                                                                               | Nummer                          |
| ---- | --------------- | ---------------------------------------------------------------------------------- | ---------------------------------------------------------------------------------- | ------------------------------------------------------------------------------------------- | ------------------------------- |
| A    | Österrike       | Blå                                                                                | Blå                                                                                |                                                                                             | Svart på vitt                   |
| ARG  | Argentina       | Blå                                                                                | Svart                                                                              |                                                                                             | Rött på vitt                    |
| AUS  | Australien      | Grön                                                                               | Guld                                                                               | Blå                                                                                         |                                 |
| B    | Belgien         | Gul                                                                                | Gul                                                                                |                                                                                             | Svart                           |
| BR   | Brasilien       | Ljusgul                                                                            | Ljusgul                                                                            | Chassi/hjul: Gröna                                                                          | Svart                           |
| BUL  | Bulgarien       | Grön                                                                               | Vit                                                                                |                                                                                             | Rött på vitt                    |
| C    | Kuba            | Gul                                                                                | Svart                                                                              |                                                                                             | Svart på vitt                   |
| CDN  | Kanada          | Traditionellt vit med parallella gröna ränder                                      | Traditionellt vit med parallella gröna ränder                                      | Sedan den kanadensiska flaggan ändrades 1965 användes ofta rött med längsgående vita ränder | Svart                           |
| CH   | Schweiz         | Röd                                                                                | Vit                                                                                |                                                                                             | Svart                           |
| CS   | Tjeckoslovakien | Vit                                                                                | Blå/vit                                                                            | Underdel: röd                                                                               | Blå                             |
| D    | Tyskland        | Vit                                                                                | Vit                                                                                | blank (aluminium) (se ovan)                                                                 | Röd                             |
| DK   | Danmark         | Silvergrå                                                                          | Silvergrå                                                                          | Nationalflaggan som en längsgående rand på motorhuven                                       | Röd på vitt                     |
| E    | Spanien         | Röd                                                                                | Gul                                                                                | Chassi/fjädrar: röda                                                                        | Svart på gult eller vit på rött |
| ET   | Egypten         | Ljusviolett                                                                        | Ljusviolett                                                                        |                                                                                             | Röd på vitt                     |
| F    | Frankrike       | Ljusblå                                                                            | Ljusblå                                                                            |                                                                                             | Vit                             |
| FIN  | Finland         | Vit                                                                                | Vit                                                                                | Två blå ränder på motorhuven som bildar ett latinskt kors                                   | Svart på vitt                   |
| GB   | Storbritannien  | Grön (British racing green)                                                        | Grön (British racing green)                                                        |                                                                                             | Vit                             |
| GR   | Grekland        | Ljusblå                                                                            | Ljusblå                                                                            | Två vita längsgående ränder på motorhuven                                                   | Svart på vitt                   |
| H    | Ungern          | Framtill: vit Bakre hälft: grön                                                    | Röd                                                                                |                                                                                             | Svart                           |
| HJK  | Jordanien       | Brun                                                                               | Brun                                                                               |                                                                                             | Svart på vitt                   |
| I    | Italien         | Röd (Rosso corsa)                                                                  | Röd (Rosso corsa)                                                                  |                                                                                             | Vit                             |
| IRL  | Irland          | Grön                                                                               | Grön                                                                               | Horisontell rand i oranget runt hela bilen                                                  | Vit                             |
| J    | Japan           | Elfenbensvit                                                                       | Elfenbensvit                                                                       | Röd rundel på motorhuven                                                                    | Vit på svart                    |
| L    | Luxemburg       | Trefärgad längsgående rand (röd/vit/blå) från framsidan till baksidan              | Trefärgad längsgående rand (röd/vit/blå) från framsidan till baksidan              | Trefärgad längsgående rand (röd/vit/blå) från framsidan till baksidan                       | Svart på vit                    |
| MC   | Monaco          | Guld                                                                               | Guld                                                                               | Blå korsrand på motorhuven                                                                  | Svart på vitt                   |
| MEX  | Mexiko          | Guld                                                                               | Guld                                                                               | Blå korsrand på motorhuven                                                                  | Röd på vitt                     |
| NL   | Nederländerna   | Orange                                                                             | Orange                                                                             |                                                                                             | Vit                             |
| P    | Portugal        | Röd                                                                                | Röd                                                                                | Underdel: vit                                                                               | vit                             |
| PL   | Polen           | Vit                                                                                | Vit                                                                                | Underdel: röd                                                                               | Röd på vitt                     |
| RA   | Argentina       | Blå                                                                                | Gul                                                                                | Chassi: svart                                                                               | Röd på vitt                     |
| RCH  | Chile           | Röd                                                                                | Blå                                                                                | Underdel: vit                                                                               | Blue/red or red on white        |
| S    | Sverige         | Blå nedtill, gul upptill, tre korsade ränder av blått på motorhuven                | Blå nedtill, gul upptill, tre korsade ränder av blått på motorhuven                | Blå nedtill, gul upptill, tre korsade ränder av blått på motorhuven                         | Vit                             |
| T    | Thailand        | Ljusblå med gul horisontell rand runt bil och motorhuv                             | Ljusblå med gul horisontell rand runt bil och motorhuv                             | Hjul: Ljusgula                                                                              | Vit på blått                    |
| U    | Uruguay         | Ljusblå med bred röd rand runt den nedre delen av motorhuven                       | Ljusblå med bred röd rand runt den nedre delen av motorhuven                       | Ljusblå med bred röd rand runt den nedre delen av motorhuven                                | Vit på svart                    |
| USA  | USA             | Vit med två längsgående ränder över bilen, alternativt med samma färger men omvänt | Vit med två längsgående ränder över bilen, alternativt med samma färger men omvänt | Underdel: Blå alt. vit                                                                      | Blå på vitt                     |
| ZA   | Sydafrika       | Guld                                                                               | Grön                                                                               |                                                                                             | Svart på gult                   |